# Liz Larner
Pour les articles homonymes, voir Larner.
Liz Larner, née en 1960 à Sacramento en Californie, est une artiste et sculptrice américaine, qui vit et travaille à Los Angeles.

## Formation
Elle se forme au California Institute of Arts de Valence  où elle étudie notamment la photographie avec John Baldessari.
En 1985, elle a obtient sa licence en Beaux-arts.

## Réalisations
Si Liz Larner revisite le territoire esthétique défini par les artistes minimalistes, elle développe son propre espace de travail. Son travail est considéré comme ayant des points communs avec les sculptures qu'Eva Hesse et Jackie Winsor exécutent à la fin des années soixante et au début des années soixante-dix.
Dans ses premiers travaux des années 1980, Liz Larner examine les problèmes de transformation et de décomposition (série de cultures de boîtes de Petri qu'elle a également photographiées). Elle utilise des matières organiques dont sa propre salive dans ses travaux.
Damage Control (1987) est un bloc de substances dangereuses de 20 cm3. Sa liste de matériaux comprend le salpêtre (un ingrédient de la poudre à canon), le nitrate d'ammonium (utilisé lors du bombardement d'Oklahoma City ) et le TNT lui-même. Habitué à faire le travail (1987) se compose de deux cubes grossièrement empilés les uns sur les autres; celui du bas est en plomb solide, celui du haut en cire presque solide et en paraffine - tous les ingrédients nécessaires pour fabriquer une bombe à retardement sont en suspension.
À partir des années 1990, ses installations et sculptures ultérieures traitent de la manière dont un objet définit l’espace qu’il occupe et transforme la perception de cet espace par le spectateur. L’utilisation de matériaux non traditionnels, l’introduction de la couleur comme élément structurant interviennent dans ses travaux. Ils questionnent le spectateur dans ses perceptions de l’espace et du volume.
Pour la forme verte et violette de 12 pieds de diamètre, 2001, qui porte le nom de son année de création, Liz Larner mélange un cube et une sphère de sorte que l'objet semble être en perpétuel mouvement. Sa surface, peinte en uréthane irisée, est similaire aux finitions automobiles.
En 2013, le Nasher Sculpture Center a révélé les plans d'une sculpture récemment commandée par Liz Larner pour l'Université du Texas à Dallas. Pour sa réalisation, Liz Larner a proposé à X de placer une sculpture d’acier poli dans la cour du nouveau bâtiment pour les arts et la technologie Edith O'Donnell (ATEC).
Ses œuvres interrogent une forme d’opposition entre l’expérience vécue (corps, perceptions, déplacements..) et l’abstraction (intellectualisation, symboles..) et nous confronte avec insistance à la notion d’objet.

## Expositions
Le travail de Liz Larner a fait l'objet de nombreuses expositions en Europe et aux États-Unis. Des expositions sur son travail ont eu lieu au Kunsthaus Graz, en Autriche (2006); au musée d'art contemporain de Los Angeles (2001) ; au musée des arts appliqués de Vienne (1998); et à la Kunsthalle Basel, Basel (1997). Son travail a été présenté dans la Biennale de Whitney 2006 et " Helter Skelter: L'Art dans les années 1990 "  en 1992 au Los Angeles Museum of Contemporary Art. Par l’intermédiaire du Public Art Fund, la sculpture de Larner 2001 a été installée sur la place Doris C. Freedman près de l'entrée sud-est de Central Park en 2006 
En 1989, Liz Larner a fait partie des artistes boycottant la Corcoran Gallery of Art en raison de l'annulation par le musée d'une rétrospective du travail du photographe Robert Mapplethorpe.
Liz Larner est représentée par Regen Projects à Los Angeles et  la galerie Tanya Bonakdar à New York.

## Collections
Le travail de Liz  Larner est présenté dans la collection du Musée d’Art Contemporain de Los Angeles ; le musée d'art moderne de San Francisco ; le Museum of Contemporary Art à Chicago; Musée d'art contemporain de San Diego ; Hammer Museum de Los Angeles;  Musée d'art américain Whitney à New York; Musée Stedelijk à Amsterdam; et le Smithsonian Museum, Washington, DC, entre autres.

## Prix et récompenses
- En 1999, Liz Larner remporte une bourse Guggenheim[2].
- En 2002, elle reçoit le Lucelia Artist Award du Smithsonian American Art Museum[12].